# رود توتونگ
رود توتونگ (مالایی: Sungai Tutong) یک رودخانه در منطقه توتونگ کشور برونئی است.